# Katzelsried (Rötz)
Katzelsried ist ein Ortsteil der Stadt Rötz im Landkreis Cham des Regierungsbezirks Oberpfalz im Freistaat Bayern.

## Geografie
Katzelsried liegt 500 Meter westlich der Bundesstraße 22 und 4 Kilometer nordwestlich von Rötz. Südlich der Ortschaft erhebt sich der 706 Meter hohe Schwarzwihrberg.

## Namensgleichheit
Es gibt zwei Ortschaften Katzelsried, die weniger als 6 Kilometer voneinander entfernt sind. Das nordöstliche Katzelsried gehört zur Gemeinde Tiefenbach, das südwestliche, um das es in diesem Artikel geht, gehört zur Gemeinde Rötz. Das nordöstliche Katzelsried ist die größere und bedeutendere Ortschaft. Es war lange Zeit eine selbständige Gemeinde und wurde erst 1978 gegen seinen Willen in die Gemeinde Tiefenbach eingegliedert. Zur Unterscheidung wurde es auch Groß-Katzelsried genannt, während die kleinere südwestlich gelegene Ortschaft auch Klein-Katzelsried oder auch Katzelsried bei Berg genannt wurde. Da beide Ortschaften im Bereich der Besitzungen der Klöster Schönthal und Walderbach liegen und auch sonst viele Gemeinsamkeiten haben, ist es in den Quellen oft sehr schwer oder unmöglich genau zu bestimmen, um welches Katzelsried es sich handelt.

## Geschichte
Die Ortsnamenforschung kennzeichnet die auf -ried (auch: -reuth, -rieth) endenden Ortsnamen ebenso wie die auf -grün endenden als Ortsnamen der Rodungszeit im 13. und 14. Jahrhundert. Katzelsried wurde auch Khäzlersriedt beim Perg, Klein-Katzlersrieth, Katzlersried, Kätzelsried, Katzelsried bei Berg genannt.
1271 tauschte das Kloster Walderbach drei Höfe und ein Lehen in Katzelsried gegen einen Hof und eine Mühle in Biberbach. Hierbei ist es aber nicht klar, um welches Katzelsried es sich handelt.
1630 gehörten 2 Höfe, 1 Gut, 1 Gütl in Katzelsried zur Hofmark Thanstein. 1792 gehörten in Katzelsried 6 Anwesen zur Hofmark Treffelstein. 1808 hatte Katzelsried 6 Anwesen.
1808 wurde die Verordnung über das allgemeine Steuerprovisorium erlassen. Mit ihr wurde das Steuerwesen in Bayern neu geordnet und es wurden Steuerdistrikte gebildet. Dabei kam Katzelsried zum Steuerdistrikt Voitsried. Der Steuerdistrikt Voitsried bestand aus den Dörfern Katzelsried, Pillmersried und Voitsried.
1820 wurden im Landgericht Waldmünchen Ruralgemeinden gebildet. Dabei kam Katzelsried zur Ruralgemeinde Pillmersried. Zur Ruralgemeinde Pillmersried gehörten die Dörfer Katzelsried mit 7 Familien, Pillmersried mit 24 Familien und Voitsried mit 12 Familien.
1972 wurde die Gemeinde Pillmersried und damit auch Katzelsried nach Rötz eingegliedert.
Katzelsried gehört zur Pfarrei Thanstein. 1997 hatte Katzelsried 36 Katholiken.

## Einwohnerentwicklung ab 1820
| Jahr | Einwohner  | Gebäude |
| ---- | ---------- | ------- |
| 1820 | 7 Familien | k. A.   |
| 1838 | 44         | 6       |
| 1861 | 41         | 18      |
| 1871 | 31         | 19      |
| 1885 | 42         | 6       |
| 1900 | 29         | 6       |
| 1913 | 34         | 5       |

| Jahr | Einwohner | Gebäude |
| ---- | --------- | ------- |
| 1925 | 35        | 5       |
| 1950 | 24        | 5       |
| 1961 | 23        | 6       |
| 1970 | 29        | k. A.   |
| 1987 | 33        | 6       |
| 2011 | 29        | k. A.   |

## Denkmalschutz
Im Hof Katzelsried Nr. 4 befindet sich ein denkmalgeschütztes Kreuz.